# قصر الذيب
قصر الذيب قرية تتبع ناحية مركز المالكية في منطقة المالكية التابعة لمحافظة الحسكة في شمال شرق سورية. بلغ عدد سكانها 881 نسمة عام 2004.تقع على بعد 6 كم تقريبا إلى الشمال من مدينة المالكية. بمحاذاة الحدود السورية التركية.